# NGC 642
NGC 642 este o galaxie spirală situată în constelația Sculptorul. A fost descoperită în 27 septembrie 1834 de către John Herschel.